# Aisovizza
Aisovizza, in passato anche Aissovizza o Aisoviza (in sloveno Ajševica, in passato anche Aisovica; in friulano Aissovize) è un paese della Slovenia, frazione del comune di Nova Gorica.
La località è situata a 4,5 km dal confine italiano lungo la sponda destra del torrente Lijak. Ad est dell'insediamento vi sono ancora i resti di un campo d'aviazione austriaco usato durante la prima guerra mondiale.

## Storia
La località di Aisovizza (Aisovica) in epoca asburgica era inizialmente suddivisa tra i comuni catastali di Staragora e di Cromberg-Locca. In seguito venne aggegata dal punto di vista amministrativo alla città di Gorizia, all'interno del sobborgo di Rosenthal.
Durante la prima guerra mondiale vi venne impiantato un campo di aviazione austro-ungarico, sede delle squadriglie Flik 2, 4, 8 e 19. Nel 1916 con la conquista italiana di Gorizia le artiglierie italiane riuscirono ad arrivare a tiro per bombardarlo e venne perciò abbandonato, mentre le squadriglie si spostarono nella zona di Aidussina.
Dopo la prima guerra mondiale la località passò all'Italia assieme all'intera regione. Nel 1947, in seguito al secondo conflitto mondiale e al Trattato di Parigi, la città di Gorizia venne attraversata dal nuovo confine italo-jugoslavo. Aisovizza assieme al territorio circostante venne così ceduta alla Jugoslavia, venendo inquadrata nel neocostituito comune di Nova Gorica. Dal 1991 la località fa parte della Repubblica di Slovenia.

## Corsi d'acqua
torrente Lijak.